# Pál Maléter
Pál Maléter, född 4 september 1917 i Eperjes, Ungern, död 16 juni 1958 i Budapest, var en ungersk militär ledare under ungerska revolutionen 1956.

## Biografi
Maléter föddes av ungerska föräldrar i Eperjes, i den norra delen av historiska Ungern, idag Prešov, Slovakien. Han studerade medicin vid Karlsuniversitetet i Prag, innan han flyttade till Budapest 1938, och började på militärakademin där. 
Han kämpade på östfronten under andra världskriget, tills han tillfångatogs av Röda armén. Han blev där kommunist, utbildades i sabotage, och skickades tillbaka till Ungern, där han hedrades för sitt mod och sin djärvhet.
År 1956 blev han befordrad till överste och befälhavare för en pansardivision stationerad i Budapest när han skickades för att undertrycka det ungerska upproret. Efter att ha fått kontakt med rebellerna bestämde han sig för att gå över till dem och hjälpa till att försvara Kiliankasernen. Han var den mest framstående medlemmen av den ungerska militären att byta sida och alliera sig med sina landsmän istället för med ryssarna.
Som chefsmilitär på revoltörernas sida kom Maléter i kontakt med den nya regeringen, fick en snabb befordran från överste till general och den 29 oktober 1956 utsågs han till försvarsminister. Den 3 november kom han till Tököl, nära Budapest, för att förhandla med de sovjetiska militära styrkorna som var förlagda där. Under diskussionerna följande dag, och mot internationell rätt, arresterade sovjetiska officerare honom på konferensen och fängslade honom.
Maléter dömdes till döden av ryssarna och avrättades tillsammans med Imre Nagy och Miklós Gimes i ett fängelse i Budapest den 16 juni 1958, dömda för att försöka störta den ungerska folkrepubliken. Maléters sista ord var: ”Länge leve det självständiga socialistiska Ungern.”
I juni 1989, på årsdagen av deras död, återbegravdes formellt Imre Nagy, Pál Maléter, tre andra som hade dött i fängelse och en sjätte, symboliserade av en tom kista, i Budapest med fulla hedersbetygelser. Maléter är begravd på Új köztemető i Budapest.